# Eulàlia de Nadal Clanchet
Eulàlia de Nadal Clanchet   (Barcelona, 1972), coneguda simplement com a Laia de Nadal, és una investigadora catalana, rectora de la Universitat Pompeu Fabra d'ençà del 6 de març del 2023.
És catedràtica del Departament de Medicina i Ciències de la Vida de la Universitat Pompeu Fabra (UPF), i anteriorment havia sigut vicerectora de Transferència del Coneixement de la mateixa universitat entre 2021 i 2023.

## Trajectòria
És doctora en veterinària (especialitzada en biologia molecular i bioquímica) per la Universitat Autònoma de Barcelona (UAB). Ha cursat estudis postdoctorals com a investigadora Ramón y Cajal a la Universitat Pompeu Fabra (UPF) i a l'Eidgenössische Technische Hochschule (ETH) de Zúric.
El 2017 es va incorporar com a professora catedràtica del Departament de Ciències de la Salut i la Vida a la Universitat Pompeu Fabra, en la qual ha impartit classes en els graus de Biologia Humana i Enginyeria Biomèdica.
Així mateix, ha codirigit el Grup de Recerca en Senyalització Cel·lular, de la mateixa universitat, afiliat a l'Institut de Recerca Biomèdica (IRB) de Barcelona, que estudia la resposta i adaptació de les cèl·lules al seu entorn.
Pel que fa a la gestió, ha ocupat diversos càrrecs al Departament de Ciències de la Salut i la Vida de la UPF i entre 2021 i 2023 fou vicerectora de Transferència del Coneixement a la mateixa universitat.
El febrer de 2023 es va presentar a les eleccions al rectorat de la universitat com a única candidata. Va ser elegida amb un 58,2% dels vots ponderats.

## Premis i reconeixements
- premi ICREA (2012 i 2020).[12][13]